# Svinice
Svinice es un municipio del distrito de Trebišov en la región de Košice, Eslovaquia, con una población estimada a final del año 2024 de 219 habitantes.
Se encuentra ubicado al este de la región, en la cuenca hidrográfica del río Ondava (afluente del río Bodrog que, a su vez, lo es del Tisza), y cerca de la frontera con la región de Prešov y Hungría.

## Demografía
| Año        | 1994 | 2004    | 2014    | 2024    |
| ---------- | ---- | ------- | ------- | ------- |
| Población  | 248  | 245     | 230     | 219     |
| Diferencia |      | −1,20 % | −6,12 % | −4,78 % |

| Año        | 2023 | 2024    |
| ---------- | ---- | ------- |
| Población  | 213  | 219     |
| Diferencia |      | +2,81 % |